# Губарчук Володимир Михайлович
Володи́мир Миха́йлович Губарчу́к — молодший сержант Збройних сил України, уродженець Яремче.

## З життєпису
Станом на березень 2017 року — секретар Яремчанської міської ради.

## Нагороди
За особисту мужність і героїзм, виявлені у захисті державного суверенітету та територіальної цілісності України, вірність військовій присязі під час російсько-української війни нагороджений
- орденом «За мужність» III ступеня (26.2.2015).